# Веснері
Ве́снері (ест. Vesneri küla) — село в Естонії, у волості Тарту повіту Тартумаа.

## Населення
Чисельність населення на 31 грудня 2011 року становила 147 осіб.

## Географія
Через населений пункт проходить автошлях 44 (Аовере — Луунья).